# Grüner See (Steiermark)
Grüner See är en periodisk sjö i Österrike.   Den ligger i förbundslandet Steiermark, i den östra delen av landet, 120 km sydväst om huvudstaden Wien. Grüner See ligger 780 meter över havet.
I omgivningarna runt Grüner See växer i huvudsak blandskog. Runt Grüner See är det ganska tätbefolkat, med 54 invånare per kvadratkilometer.